# クイズこれはウマい!
『クイズこれはウマい!』は、1988年4月22日から1989年3月24日までTBS系列局で放送されていたTBS製作のクイズ番組である。放送時間は毎週金曜 19:00 - 19:30 （日本標準時）。

## 概要
古舘伊知郎が司会を務めていた番組で、毎回食品と料理に関するクイズを出題していた。
問題は全4問。初期は2つ星の問題が2問。1つ星、3つ星の問題が各1問ずつ出され、正解すると電飾パネルの8個の星のランプが正解の星の数だけ点灯して得点を表示していたが、後にスプーンをポイントとして進呈する方式になった。獲得ポイントの高かったパネラーには「トップディナー賞」として、日本や世界各国のディナーを試食できる。全問正解のパーフェクト賞獲得者には、時価100万円の金の爪楊枝（略して「金つま」）を進呈していた。なお、金の爪楊枝第1号は1988年5月27日放送分で大空眞弓が獲得した。
放送ライブラリーに第1回放送が収蔵され、無料で視聴可能。3つ星の問題にはダイアン・レイン（声：山本百合子）が登場した。

## 解答者
番組ではレギュラー解答者は常連さん名義だった。
- 1枠　大空眞弓（欠席時は江川卓が代役を務めた）
- 2枠　五十嵐淳子（放送開始から1988年9月まで）→野沢直子（1988年10月から最終回まで）
- 3枠　松本典子（放送開始から1988年9月まで）→五十嵐淳子（1988年10月から最終回まで）
- 4枠　男性ゲスト（番組では一見さん名義）

## スタッフ
- 演出：加藤嘉一
- プロデューサー・演出：増井昭太郎
- チーフプロデューサー：森勲
- 音楽：門司肇
- 制作協力：テレコム・ジャパン、テレビクリエイションジャパン、ビック
- 製作著作：TBS